# 村上祐章
村上 祐章（むらかみ ゆうしょう、1977年 - ）は、日本の投資家、元兵庫県川西市議会議員。

## 来歴
1977年、京都府に生まれる。1999年に同志社大学法学部を卒業。卒業後は定職に就くことなく、実家の手伝いや起業するなどし、成功と失敗を繰り返す。
2004年、川西市議時代にひき逃げ事件を起こし逮捕される。即日釈放されたものの、川西市議会から辞職勧告決議を受ける。
2007年に友人の起業の手伝いでポスティングをしていたときに空き家が多すぎることに気づき、空き家を有効活用する方法を考えるようになる。その後「廃墟不動産投資」の手法を考案し、2013年にブログを開設。
2015年6月には著書「常識破りの『空き家不動産』投資術」を出版し、ビジネス誌やテレビなどに出演するようになる。

## 廃墟不動産投資
空き家となっている物件を安く借り上げ、ほとんど手を加えずに第三者に貸し出す投資法。購入せずにリフォームもしない手法であり、考案者の村上は「特別な能力や専門知識が必要ないこと」「少ない元手で家賃収入を得られること」をメリットとして挙げている。空き家という性質上、廃墟同然の建物も多いため、名称として「廃墟」を用いている。

## メディア出演

### テレビ
- テリー伊藤のマル金ライダー8（TOKYO MX） - 2016年6月19日
- みんなのニュース　ワンダー（関西テレビ） - 2016年9月8日
- キスビーベンチャーズ 17、18、20、24話（千葉テレビ） - 2016年12月4日
- 所さん！大変ですよ（NHK） - 2018年2月1日、8日
- 羽鳥慎一モーニングショー （テレビ朝日） - 2018年3月28日
- もしマネ （テレビ大阪） - 2022年5月

### 雑誌・新聞・書籍
- もう一つの収入の作り方（Big Tomorrow） -  2014年4月号
- Yen SPA! 2014 夏号 -  2014年6月
- ～型破りの不動産投資を構築～（週刊住宅新聞） - 2015年12月7日
- 100万円からの空き家投資術（高橋洋子著） - 2015年12月28日
- 榊淳司氏との対談「空き家投資で最小リスク」（週刊住宅新聞） - 2016年3月14日
- 民泊希望者に物件を貸して稼ぐ道（Yen SPA!） -  2016年6月号
- 不動産投資の裏情報満載のブログ・ベスト５（ハーバー・ビジネス・オンライン） -  2016年7月4日
- 空き家ビジネス（日刊ゲンダイ） -  2016年9月
- 50万円の元手を月収50万円に変える不動産投資法（小嶌大介著） -  2017年7月21日
- 空き家問題を逆手に取った男たちの秘策（週刊SPA!） -  2017年9月
- そこそこ明るいニッポンの未来（週刊SPA!） -  2017年10月
- 不動産の真実（米山秀隆著） -  2018年4月27日
- １００万以下の不動産で儲ける技術（Yen SPA!臨時増刊号） -  2019年1月11日
- 「借金なし、自己資金なし」「物件を自ら購入 しない」常識を超えた不動産投資法とは？（ハーバー・ビジネス・オンライン） -  2019年1月25日
- 元手かけず月収100万円 “廃墟不動産”活用術を成功者に聞く（日刊ゲンダイ） -  2019年1月26日
- 空き家で儲ける！不動産超入門（週刊SPA!） -  2019年2月
- お金儲け2.0 手堅く1億円稼ぐ7つの最新手法（川島和正著） -  2019年7月19日
- 達人に聞く　廃墟不動産投資の極意（週刊SPA!） -  2021年5月
- DIME -  2022年11月号

### ラジオ
- 「廃墟不動産投資家の『俺よりもすごい奴に会いに行く旅』」（東京スターラジオ）- 2021年8月1日

## 書籍
- 常識破りの「空き家不動産」投資術（ビジネス社、2016年9月9日）
- 不動産投資の常識を極度に打ち破る！　物件無料ゲット法（ごきげんビジネス出版、2019年4月26日）
- 副業・投資で稼ぐための常識はずれ思考（ごきげんビジネス出版、2021年10月29日）
- ポツンと田舎物件で稼ぐ！ 空き家民泊投資 常識破りな高利回り運用を実現（ごきげんビジネス出版 クラウドサーカス株式会社、2024年8月26日）[8]